# Confederados
Confederados (pronuncia portoghese: [kõfedeˈɾadus]) è il nome brasiliano degli espatriati confederati (e dei discendenti brasiliani di queste famiglie) fuggiti dagli Stati Uniti meridionali durante la Ricostruzione. Furono attirati in Brasile dalle offerte di terra a buon mercato dell'imperatore Pietro II che sperava di acquisire esperienza nella coltivazione del cotone.
Si stima che fino a 20 000 confederati americani emigrarono nell'Impero del Brasile dagli Stati Uniti meridionali dopo la guerra di secessione. Inizialmente, la maggior parte si stabilì nell'attuale stato di San Paolo e fondarono la città di Americana, che un tempo faceva parte della vicina città di Santa Bárbara d'Oeste. I discendenti di altri Confederados si sono poi diffusi in tutto il Brasile.
Il centro della cultura confederada è il cimitero del campo a Santa Bárbara d'Oeste, dove furono sepolti la maggior parte dei confederados originari della regione. Inafatti, a causa della loro religione protestante, non potevano essere sepolti in un camposanto cattolico e così crearono un luogo di sepoltura proprio che fu il primo cimitero non cattolico del paese. La comunità confederada istituì un Museo dell'Immigrazione a Santa Bárbara d'Oeste per spiegare la storia dell'immigrazione della loro comunità ed evidenziarne i benefici per la nazione.
I discendenti promuovono ancora una connessione con la loro storia attraverso la Fraternity of American Descendants, un'organizzazione dedicata a preservare la cultura mista unica di queste persone. I confederados organizzano anche un festival annuale, chiamato Festa Confederada, che viene utilizzata per finanziare il cimitero del campo. Il festival è caratterizzato da bandiere confederate, abiti tradizionali comprendenti uniformi confederate e gonne a cerchio, cibo del Sud degli Stati Uniti con un tocco brasiliano e danze e musica popolari nel Sud durante il periodo antecedente il conflitto.

## Storia

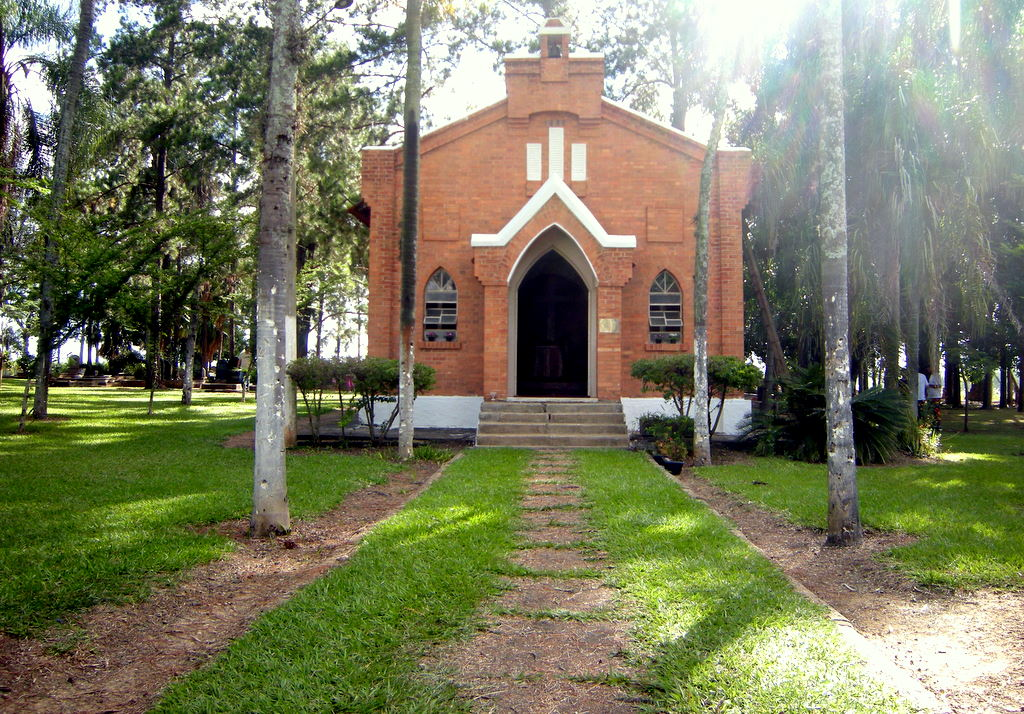
Cappella a Santa Bárbara d'Oeste costruita da espatriati confederati.

Dopo la guerra, molti piantatori confederati non erano disposti a vivere secondo le nuove regole imposte dalla vittoria dell'Unione e dai cambiamenti costituzionali che ne seguirono: la fine della schiavitù, un nuovo regime di lavoro e la perdita del potere politico che arrivò con la concessione del diritto di voto agli afroamericani. Abituati a coltivare cotone con il lavoro degli schiavi, alcuni cercarono altrove nell'emisfero occidentale un luogo dove poter continuare la loro vecchia vita.
"Molte persone che, per lunga abitudine e teorie affettuosamente amate, sono diventate fortemente attaccate all'istituzione della schiavitù africana, immaginarono che in Brasile avrebbero trovato un'opportunità per l'uso permanente di quel sistema di lavoro - il Brasile e i possedimenti spagnoli sono le solo due comunità di schiavisti rimaste nel mondo civile", scrisse il New Orleans Daily Picayune nel settembre del 1865.
L'imperatore Pietro II del Brasile vide un'opportunità nella crisi economica negli Stati Uniti meridionali e sperava di aumentare la sua produzione di cotone per l'esportazione ai telai di Inghilterra e Francia, che da tempo facevano affidamento sulla produzione americana. L'imperatore incoraggiò l'immigrazione di piantatori di cotone dall'ex Confederazione per consentire tale espansione.

### Immigrazione in Brasile
Già prima della fine della guerra, nel 1865, si parlava di emigrare in Brasile, ma di questo i confederati sapevano molto poco. Dopo la fine del conflitto, ci fu un tale risveglio della questione che furono formate diverse compagnie di emigrazione. Vennero inviati in Brasile dei rappresentanti per controllare la terra, il clima e le strutture offerte dall'imperatore.
Nel novembre del 1865, lo stato della Carolina del Sud formò una società di colonizzazione e inviò il maggiore Robert Meriwether e il dottor H.A. Shaw, tra gli altri, in Brasile per indagare sulla possibilità di stabilire una colonia. Sulla via del ritorno pubblicarono un rapporto in cui si affermava che due signori avevano già acquistato un terreno e si erano stabiliti lì. Inoltre riferirono che gli schiavi erano a buon mercato.
Molti meridionali che accettarono l'offerta dell'imperatore persero i loro schiavi durante la guerra, non erano disposti a vivere sotto un esercito conquistatore o semplicemente non si aspettavano un miglioramento della situazione economica del Sud sotto quello che consideravano un governo abolizionista, con la schiavitù vietata da un emendamento costituzionale. Infatti, il Brasile abolì la schiavitù solamente nel 1888. I confederados furono il primo gruppo protestante organizzato a stabilirsi in Brasile.

### Americana e Santa Bárbara d'Oeste

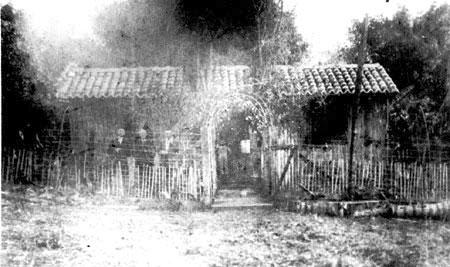
Casa della prima famiglia di espatriati confederati a Villa Americana.

Il 27 dicembre 1865, il colonnello e senatore dell'Alabama William Hutchinson Norris sbarcò nel porto di Rio de Janeiro. Nel 1866, William e suo figlio Robert Norris scalarono la Serra do Mar, si fermarono a San Paolo e specularono sulla terra. Fu loro offerto gratuitamente un terreno in quello che oggi è il quartiere di Brás ma lui non lo accettò perché era paludoso. Fu loro offerta anche la terra dove si trova oggi São Caetano do Sul ma non la accettarono per lo stesso motivo. Decisero di andare a Campinas ma all'epoca la ferrovia andava solo 10 miglia oltre San Paolo e Campinas si trova a 73 km da San Paolo. Così i Norris acquistarono un carro trainato da buoi e si diressero a Campinas. Impiegarono 15 giorni per raggiungere la città e rimasero lì per un po' in cerca di terra, finché non gettarono gli occhi sulla pianura che si estendeva da Campinas a Vila Nova da Constituição, l'attuale Piracicaba.
I Norris acquistarono terreni della sesmaria di Domingos da Costa Machado e si stabilirono sulle rive del Ribeirão Quilombo, all'epoca appartenente al comune di Santa Bárbara d'Oeste, oggi parte della città di Americana. Al suo arrivo, il colonnello Norris iniziò a tenere corsi pratici di agricoltura ai coltivatori della regione, interessati alla produzione del cotone e alle nuove tecniche agricole. L'aratro che portò dagli Stati Uniti suscitò tanto scalpore e curiosità tanto che, in breve tempo, divennero una sorta di scuola agraria, con molti studenti che lo pagarono per avere il privilegio di imparare a coltivare meglio i loro orti. Il colonnello scrisse alla sua famiglia di aver guadagnato 5000 dollari solo da quello. A metà del 1867 arrivò il resto della sua famiglia, accompagnato da molti parenti.

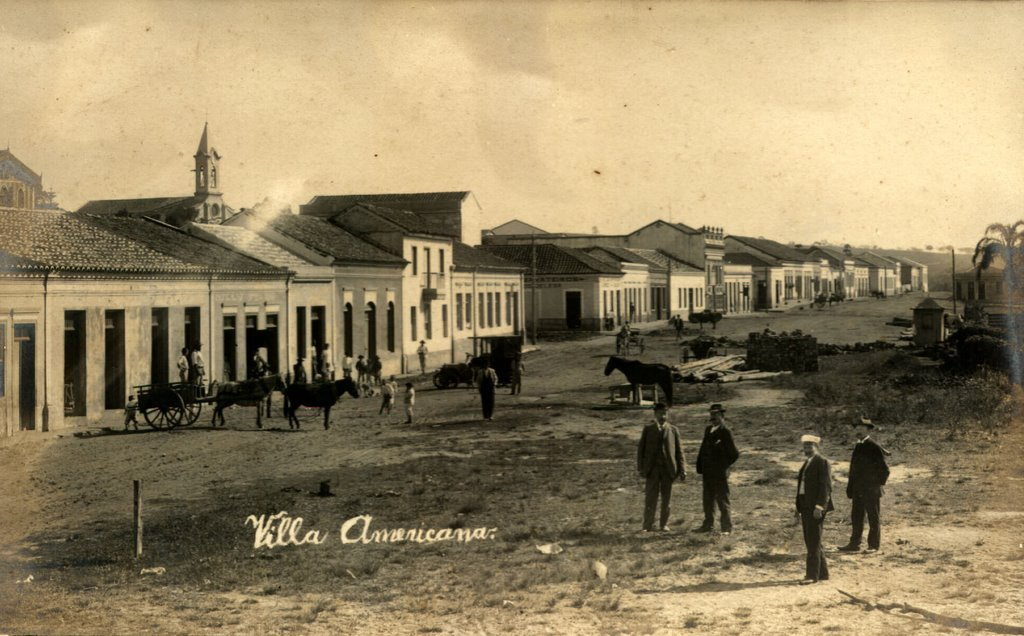
Villa Americana nel 1906.

Gli immigrati dagli Stati Uniti fondarono numerose fattorie in cui coltivavano e lavoravano il cotone. Stabilirono un intenso commercio, in particolare dal 1875 in poi, con l'arrivo della ferrovia e l'installazione della stazione di Santa Barbara da parte della Companhia Paulista de Estrada de Ferro. Per la costante presenza di questi immigrati, il villaggio che si formò nei pressi della stazione divenne noto come "Vila dos Americana", o "Vila Americana", e diede origine all'attuale città di Americana.
Risale a questo periodo anche l'installazione della fabbrica Carioba da parte dell'ingegnere nordamericano Clement Willmot e dei soci brasiliani, situata a un miglio dalla stazione ferroviaria. La produzione giocò un ruolo molto importante nella fondazione e nello sviluppo di Americana. L'educazione dei bambini era una delle priorità per le famiglie immigrate e pertanto crearono scuole nelle proprietà e assunsero insegnanti dagli Stati Uniti. I metodi di formazione sviluppati dagli insegnanti americani si rivelarono così efficaci che successivamente furono adottati dall'istruzione ufficiale brasiliana.
Le funzioni religiose venivano celebrate nelle proprietà da pastori che si spostavano tra le varie case e i vari centri della diaspora americana. Nel 1895 nel villaggio di Estação venne fondata la prima chiesa presbiteriana del Brasile. A causa del divieto di seppellire persone di altre fedi nei cimiteri amministrati dalla Chiesa cattolica, gli immigrati americani iniziarono a seppellire i loro morti vicino alla fattoria. Questo cimitero divenne noto come cimitero del campo. Esso attualmente è un'attrazione turistica nella città di Santa Bárbara d'Oeste. Ancora oggi vi sono sepolti i discendenti delle famiglie americane. In questo luogo i discendenti si riuniscono periodicamente per cerimonie religiose di culto e feste intorno alla cappella ottocentesca.

### Amazonas

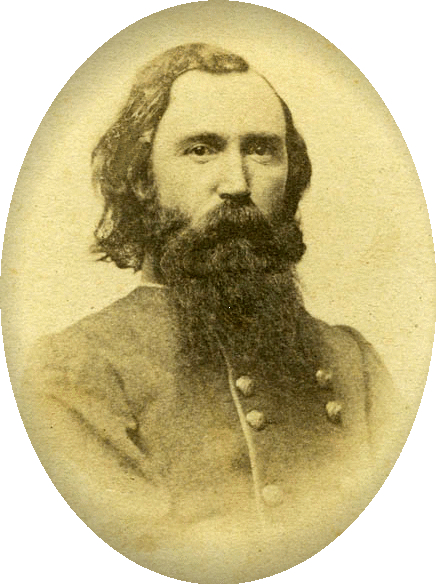
Il colonnello Archibald Stephenson Dobbins si trasferì a Santarém nel 1867.

Jason Williams Stone, un immigrato americano di origine britannica proveniente da Dana, nel Massachusetts, si trasferì in Brasile prima della guerra civile americana e finì per diventare un coltivatore di tabacco e gomma, divenendo presto molto ricco. Le piantagioni di Stone, che si estendevano per più di cinquemila ettari, erano chiamate Colonia Stone e si trovavano vicino alla città di Itacoatiara, nell'Amazonas. Molti dei suoi discendenti hanno ancora il cognome "Stone". Si trovano principalmente nelle città di Manaus e Itacoatiara, nell'Amazonas.

### Pará
La città di Santarém, nello stato del Pará, accolse numerose famiglie di profughi dalla guerra civile americana. La prima ad sbarcare fu la famiglia Riker. Negli anni '70, David Afton Riker pubblicò un libro intitolato The Last Confederate in the Amazon, che racconta la saga di questa migrazione e della vita nella nuova patria. I confederati e i loro discendenti divennero importanti per la vita economica e politica della regione.
Non si sa quanti immigrati giunsero in Brasile come profughi di guerra ma una ricerca senza precedenti nei registri del porto di Rio de Janeiro curata da Betty Antunes de Oliveira, dimostrò che circa 20 000 cittadini statunitensi entrarono in Brasile tra il 1865 e il 1885.

## Discendenti dei Confederati

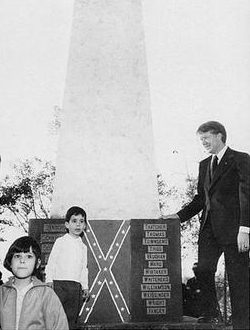
Jimmy Carter, in visita in Brasile nel 1972 con bambini di origini confederate di quinta generazione alla base del monumento confederato della città di Americana.

La prima generazione di confederati rimase una comunità insulare. Come è tipico, nella terza generazione, la maggior parte delle famiglie aveva già sposato nativi brasiliani o immigrati di altre origini. I discendenti confederati iniziarono sempre più a parlare la lingua portoghese e a identificarsi come brasiliani. Quando la regione intorno ai comuni di Santa Bárbara d'Oeste e Americana divenne un fulcro della produzione di canna da zucchero e la società divenne più mobile, i confederati si trasferirono in città più grandi in cerca di lavoro nelle aree urbane. Attualmente, solo poche famiglie di discendenti vivono ancora su terreni di proprietà dei loro antenati. I discendenti di questa comunità sono diffusi in tutto il Brasile. Mantengono la sede della loro organizzazione al cimitero del campo a Santa Bárbara d'Oeste, dove ci sono una cappella e un memoriale.
I discendenti creano un collegamento con la loro storia attraverso l'American Descendant Fellowship, un'organizzazione dedicata alla conservazione della cultura degli immigrati. I confederados organizzano anche un festival annuale a Santa Bárbara d'Oeste chiamato "Festa Confederada", dedicato al finanziamento del cimitero campo. Durante questo evento vengono alzate bandiere e indossate uniformi confederate, mentre vengono serviti cibi ed eseguiti balli sudamericani. I discendenti mantengono l'affetto per la bandiera confederata, sebbene si identifichino come completamente brasiliani. Molti discendenti confederati si recarono negli Stati Uniti su invito dei Sons of Confederate Veterans, un'organizzazione di discendenti americani, per visitare i campi di battaglia della guerra civile, partecipare a rievocazioni storiche o visitare i luoghi in cui vivevano i loro antenati.
La bandiera confederata in Brasile non ha acquisito lo stesso simbolismo politico che ha negli Stati Uniti. Dopo la visita dell'allora governatore Jimmy Carter nella regione nel 1972, il governo della città di Americana incorporò la bandiera confederata nel suo stemma (sebbene la maggior parte della popolazione di origine italiana l'abbia rimossa pochi anni dopo dal simbolo ufficiale della città, poiché i discendenti dei confederati ora costituiscono circa un decimo della popolazione della città). Durante la sua visita in Brasile, Carter si recò anche nella città di Santa Bárbara d'Oeste alla tomba di un prozio di sua moglie, Rosalynn Carter, sepolto nel cimitero del campo. A quel tempo, Carter notò che i discendenti confederati suonavano e sembravano esattamente come i meridionali del suo paese.
Oggi, il cimitero del campo (e la cappella e il memoriale situati al suo interno) a Santa Bárbara d'Oeste è un sito importante poiché lì furono sepolti la maggior parte degli immigrati confederati della regione. In quanto protestanti, la Chiesa cattolica proibì loro di seppellire i loro morti nei cimiteri locali e dovettero fondare un proprio camposanto. La comunità dei discendenti contribuì a creare il Museo dell'Immigrazione, anch'esso situato a Santa Bárbara d'Oeste, per spiegare la storia dell'immigrazione statunitense in Brasile.
Gli immigrati americani introdussero nella loro nuova patria molti nuovi cibi come le noci pecan, le arachidi della Georgia e l'anguria; nuovi strumenti come l'aratro in ferro e le lampade a cherosene; innovazioni come l'odontoiatria moderna, l'agricoltura moderna e la prima trasfusione di sangue; e le prime chiese non cattoliche (battista, presbiteriana e metodista). Portarono con loro anche alcuni cibi del Sud che divennero parte della cultura brasiliana generale come la chess pie, la torta all'aceto e il pollo fritto. Gli immigrati fondarono anche scuole pubbliche e fornirono istruzione alle loro figlie, cosa insolita nel Brasile di quel tempo.

### Statistiche

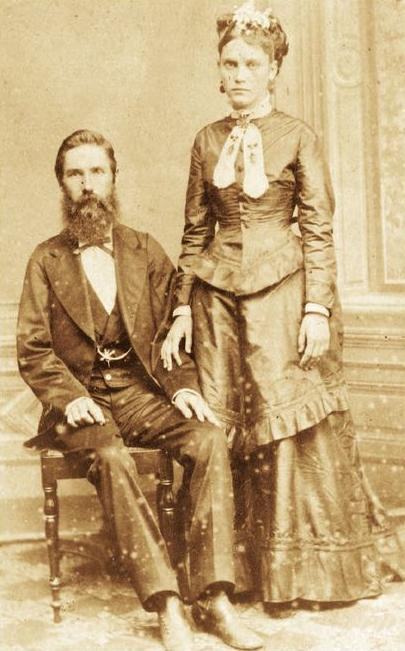
Joseph Whitaker e Isabel Norris, una coppia di immigrati confederati.

#### Immigrazione americana in Brasile per Stato fino a gennaio (1867)[9]
| Stato          | Immigrati |
| -------------- | --------- |
| San Paolo      | 800       |
| Espírito Santo | 400       |
| Rio de Janeiro | 200       |
| Paraná         | 200       |
| Pará           | 200       |
| Minas Gerais   | 100       |
| Bahia          | 85        |
| Pernambuco     | 85        |
| Totale         | 2 070     |

Gli emigrati confederati erano circa 20 000, provenienti da dodici stati del Sud (in particolare da Arkansas, Alabama e Mississippi) che preferirono le terre selvagge brasiliane alla vita sotto il dominio degli yankee dopo la guerra civile.

#### 

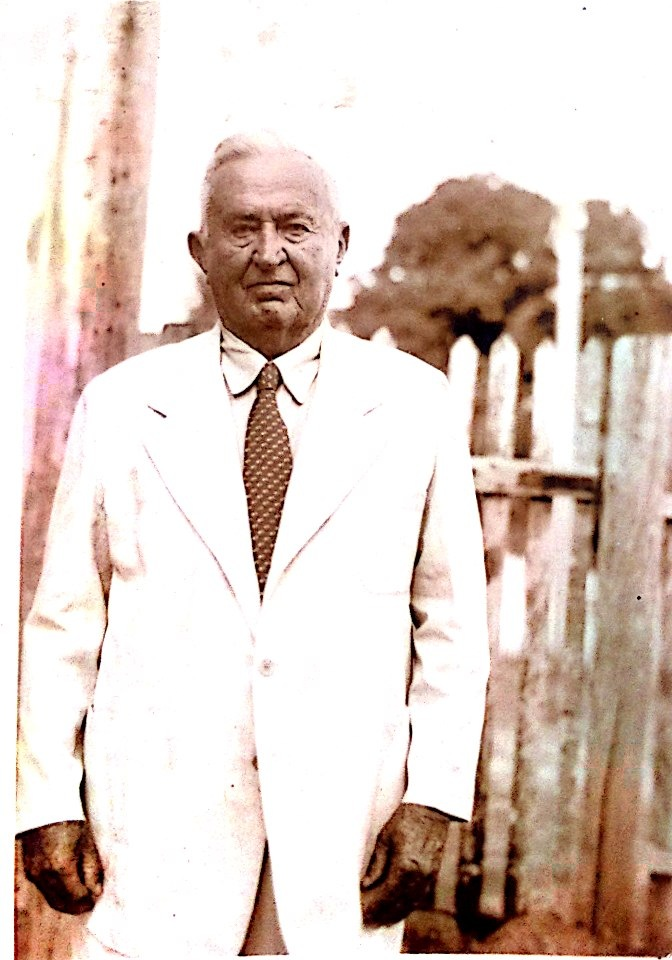
David Bowman Riker.

#### Brasiliani con antenati statunitensi[in che anno fa riferimento?]
| Stato          | Discendenti |
| -------------- | ----------- |
| San Paolo      | 100 490     |
| Espírito Santo | 50 258      |
| Rio de Janeiro | 25 220      |
| Paraná         | 25 000      |
| Pará           | 24 800      |
| Minas Gerais   | 12 610      |
| Bahia          | 10 686      |
| Pernambuco     | 10 000      |
| Totale         | 260 000     |

### Citazioni di confederados
"[...] Mio padre prese parte al I battaglione che lasciò Gonzalez. Fu ferito in una battaglia in Virginia e rimandato a casa, ma poco dopo si riprese e tornò in guerra. Fu confinato in prigione e rilasciato. Egli tornò a casa e ancora una volta tornò sul campo di battaglia. "[...] In quei giorni di terrore scioccante, sia ricostruire che rimanere lì divenne impossibile. I crimini quotidiani ci circondavano e non c'era niente che potessimo fare [...]".
"La nostra fattoria era bellissima, aveva diversi acri, buone case, cavalli e bovini. Avevamo un mulino per il mais, macchinari per il cotone. [...] Il governo brasiliano ci ha accolto molto bene, ci ha ospitato all'Hotel Immigrant, dandoci così alloggio e cibo. Era mio dovere spiegare che non eravamo immigrati. Eravamo rifugiati. Rifugiati di guerra".
"Ho canna da zucchero, cotone, zucche, cinque tipi di patate dolci, patate irlandesi, piselli, fagiolini, fagioli bianchi, ocra, pomodori e buone possibilità di tabacco. Ho una grande varietà di frutta a casa mia. Ho guadagnato abbastanza per vivere bene e sono più contento di altri".
"Ricordo che quando avevo 4 anni mi perdevo in una fabbrica tessile e non potevo dire niente alla gente perché parlavo solo inglese", ricorda un ingegnere e discendente di terza generazione. "Non ho imparato il portoghese finché non ho iniziato la scuola".
"Sono venuti qui perché sentivano che il loro 'paese' era stato invaso e la loro terra confiscata", ha detto la pronipote della famiglia originaria dei McKnight che si è trasferita in Brasile dal Texas, negli Stati Uniti meridionali. "Per loro non era rimasto più niente. Quindi, sono venuti qui per cercare di ricreare ciò che avevano prima della guerra". "Sono cresciuto ascoltando le storie. Erano arrabbiati e amareggiati. Quando ne parlavano, trasferirsi qui, la guerra, lasciare le loro case, era sempre un argomento molto dolente per loro".

## Confederati celebri
- Warwick Estevam Kerr

## Nella cultura popolare
Rollin G. Osterweis, professore di storia all'Università di Yale, scrisse Santarem, un romanzo sui confederados.